# Суперкупа на Испания 2017
Суперкопа де Еспаня 2017 е 34-то издание на Суперкопа де Еспаня, турнирът който белязва началото на футболния сезон в Испания. Играят се два мача на разменено гостуване между шампиона на Примера дивисион Реал Мадрид и носителя на купата на краля Барселона. Това е първия двубой между двата отбора за суперкупата от 2012 година.